# Урка
Урка је традиционална четврт у јужној зони Рио де Жанеира са око 7 000 становника (по попису из 2000. године) који су смјештени у малим зградама и кућама. Четврт је позната по томе што има најнижи индекс криминала у Рију. Из ове четврти потиче познати бразилски пјевач Роберто Карлос Брага, а овдје се налази и Шећерна Глава, са својом жичаром, познатијом као бондињо. Најпознатија плажа у овој четврти је Праја Вермеља (црвена плажа).